# Palazzo Huigens

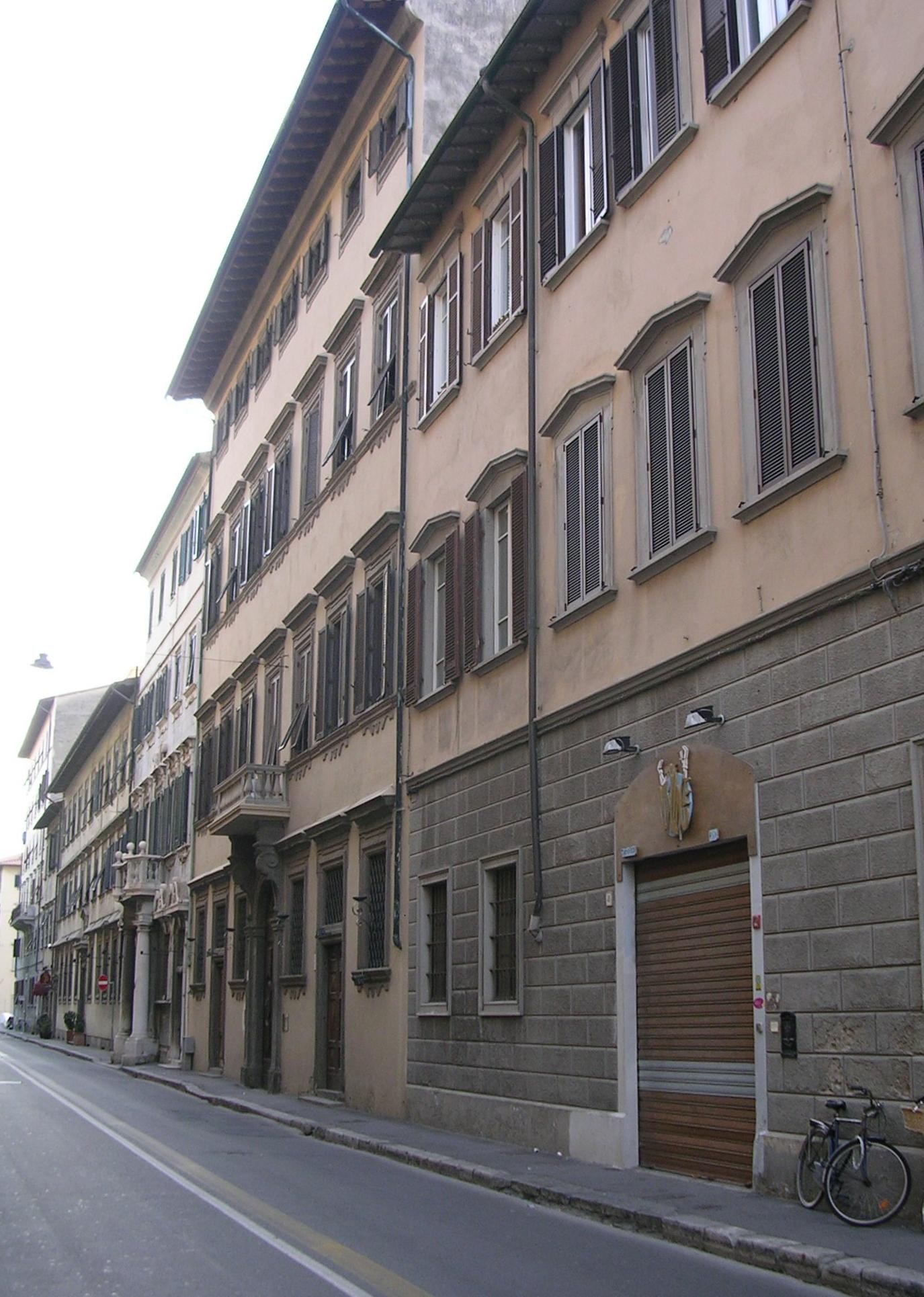
Il Palazzo Huigens (il secondo in primo piano)

Il Palazzo Huigens è un palazzo residenziale ubicato a Livorno, nel cuore del quartiere Venezia Nuova.

## Storia
Alla fine del XVII secolo fu decretato l'abbattimento di parte della Fortezza Nuova così da ricavare ulteriori aree edificabili nel cosiddetto secondo accrescimento della Venezia Nuova.
La via Borra divenne il principale asse viario del nuovo quartiere e lungo questa strada si concentrarono gli interessi di numerose famiglie labroniche, con la costruzione di importanti palazzi privati.
Fu proprio in un lotto adiacente al Palazzo delle Colonne di marmo che nei primi anni del XVIII secolo Odoardo Brassart, per conto di Antonio Huigens, ricco mercante di Amburgo, fece innalzare un grande edificio residenziale. Il palazzo fu completato già nel 1705 e successivamente fu rialzato di un ulteriore piano: nel 1706 qui fu ospitato il granduca Cosimo III de' Medici e, nel 1709, vi soggiornò il sovrano Federico IV di Danimarca in occasione della sua visita alla nobile lucchese Maria Maddalena Trenta, fattasi monaca per amore (episodio ricordato anche nella targa marmorea della Porta San Gallo a Firenze). Per l'occasione il sovrano si affacciò dal balcone gettando in strada ai passanti varie monete d'oro tra il giubilo dei presenti.
In seguito passò a diversi proprietari e, sopravvissuto alla furia della seconda guerra mondiale, è stato oggetto di un restauro tra il 1974 e il 1978.

## Descrizione
Il palazzo presenta una pianta rettangolare e si sviluppa su quattro piani fuori terra; sul retro, lungo il Fosso Circondario, si trova l'accesso ai magazzini, mentre la facciata sulla via Borra è inglobata nel fronte continuo della strada 
Il prospetto, assai limitato in larghezza rispetto alla profondità del lotto, presenta una sobria facciata caratterizzata da una serie di aperture sottolineate da eleganti cornici: l'accesso principale è sormontato al piano nobile da un balcone con colonnette, sorretto da due volute.
Varcato l'accesso si accede ad un cortile su cui si aprono dei loggiati sovrapposti in cui ricorre il tema della serliana impostata su colonne e pilastri tuscanici.
Qui, mediante una serie di ballatoi chiusi da una ringhiera metallica, si affacciano i locali dei piani superiori, in cui sopravvivono alcuni ornamenti in stucco coevi a quello posto nell'atrio di ingresso del piano terreno.